# FBA Type A
Les FBA Type A et les presque identiques Type B et C sont une famille d'hydravions monocoques biplans de reconnaissance, produits en France juste avant la Première Guerre mondiale, en 1912. 
La conception est basée sur des brevets de Donnet-Lévêque et reflète la configuration générale des avions de cette société. C'était un hydravion biplan de configuration classique à ailes égales non décalées. Le pilote et l'observateur partageaient un cockpit ouvert.
Les premiers exemplaires vendus sont entrés en service dans les marines austro-hongroise et danoise avant la Première Guerre mondiale, mais l'utilisation à grande échelle a commencé avec les ventes à la Royal Naval Air Service, l'Aviation navale et la Marine italienne en 1915.

## Variantes
- Type A - propulsé par un Gnome Omega
- Type B - propulsé par un Gnome 9B-2
- Type C - propulsé par un Clerget 9B (en)
  - Type 11 HE.2 - biplace.
  - Type 14 - Biplace de formation pour la marine française. 20 construits.

## Opérateurs
- Kaiserliche und Königliche Kriegsmarine

 Brésil
- Deux Type B.

 Danemark
- Marine royale danoise

 France
- Aviation navale

 Royaume d'Italie
- Regia Marina

 Portugal
- Trois avions Type B.

 Russie
 Royaume-Uni
- Royal Naval Air Service